# Hanna Solotarenko

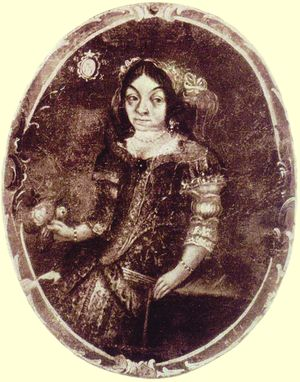
Hanna Solotarenko

Hanna Mykyforiwna Solotarenko (ukrainisch Ганна Микифорівна Золотаренко, * um 1607; † nach 1657 in Kiew) war die dritte Ehefrau des Hetmans der Saporoger Kosaken Bohdan Chmelnyzkyj.

## Biografie
Sie entstamme einer Kosakenfamilie aus Korsun-Schewtschenkiwskyj. Im Herbst 1651 heiratete sie Bohdan Chmelnyzkyj in der Kirche Sankt Elija in Korsun. Chmelnyzkyj adoptierte alle ihre vier Söhne und sie nahmen seinen Nachnamen an. Außerdem ernannte er ihren Bruder zum Befehlshaber des Nischyn-Regiments. Solotarenko trug dazu bei, dass Jurij Chmelnyzkyj zum Studium an das Kiew-Mohyla-Kollegium geschickt wurde.
Durch Solotarenkos Einfluss ähnelte der Hof des Hetmans nach und nach den Residenzen europäischer Herrscher. Sie gründete einen Hofstaat aus Pagen, Leibwächtern und ihrem eigenen Schreiber. Menschen aus aristokratischen ruthenischen Familien, die an europäischen Universitäten ausgebildet wurden und edle Verhaltensregeln befolgten, zog es in die Residenz. Entgegen der alten Tradition der Saporoger Armee erlaubte der Hetman seiner Frau, Universale auszustellen. Der Historiker und Quellenforscher Oleksandr Lasarewskyj fand eine Erwähnung eines Universals vom 22. Juli 1655. Mit diesem Dokument verbot Solotarenko den „Bürgern von Pryluky“, sich in die Aktivitäten des Klosters Hustynja einzumischen.
Solotarenkos Einfluss am Hof des Hetmans war im Kreis von Johann II. Kasimir bekannt. Während der Verhandlungen mit Chmelnyzkyj im Jahr 1655 in der Nähe von Lwiw übergab laut Nikolai Kostomarow der polnische Botschafter Stanіslaw Ljubowizki ihm einen an Solotarenko gerichteten Brief und einen Edelstein, der ein Geschenk von Königin Luisa Maria Gonzaga war. Ein solches Geschenk bedeutete laut diplomatischer Etikette, dass der königliche Hof den hohen Status der Frau des Hetmans anerkannte.
Nach Chmelnyzkyjs Tod wurde sie eine Nonne des Himmelfahrtsklosters (dem heutigen Kultur- und Museumskomplex Mystezkyj Arsenal) und nahm den Namen Anastassija an. Sie starb im Kloster.

## Nachwirkung
Am Ort der Kirche in Korsun, in der ihre Hochzeit stattfand, wurde 1995 ein Gedenkschild aufgestellt. Auf Solotarenko wird in Mychajlo Staryzkyjs von 1895 bis 1897 veröffentlichter Romantrilogie Bohdan Chmelnyzkyj und Lina Kostenkos Versroman Berestetschko von 1999 Bezug genommen.